# One Hundred and Two River
Der One Hundred and Two River ist ein mit seinem längsten Quellarm 145 km langer rechter Nebenfluss zum Platte River Missouris im Südwesten von Iowa und Nordwesten von Missouri in den Vereinigten Staaten., der auch unter dem Namen Hundred and Two River bekannt ist.
Nach dem National Atlas beginnt der Fluss nordwestlich von Hopkins mit dem Zusammenfluss von East Fork One Hundred and Two River und des Middle Fork One Hundred and Two River. Südwestlich von Hopkins mündet noch der West Fork One Hundred and Two River ein.
Die drei Arme schneiden die westliche Verlängerung der Sullivan-Linie (Grenze zwischen Missouri und Iowa) an einem Punkt, der zwischen 101 und 102 Meilen vom Zusammenfluss des Missouri River mit dem Kansas River nördlich von Kaw Point in Kansas City liegt. Kaw Point ist der Ausgangspunkt für Vermessungen im westlichen Missouri.
Die Sullivan Line beginnt genau 100 Meilen (160,9 km) nördlich des Zusammenflusses von Kansas River und Missouri River in der Nähe von Sheridan und wurde 1836 nach Westen verlängert, als die Bundesregierung Territorium der Ureinwohner erwarb und an Missouri angliederte. Der in Missouri verlaufende Abschnitt des One Hundred and Two River verläuft vollständig innerhalb dieses angekauften Gebietes.

## Herkunft des Namens
Über den Ursprung des Namens gibt es, außer dem Bezug auf die Sullivan-Linie, noch weitere Deutungsansätze:
- Der Autor Homer Croy, der das Leben im Nodaway County chronologisiert, führt den Namen auf den Mormon Trail im Jahre 1847 zurück, nach welchem der Fluss 102 Meilen vom vorangegangenen Lager entfernt war.[3] Diese Angabe passt aber nicht zu den Koordinaten für Mount Pisgah, der weniger als 100 Meilen vom Fluss entfernt liegt, liegt aber nahe an der Entfernung von Hopkins nach dem damaligen Kanesville, Iowa, was der Ausgangspunkt für den Mormonentrail war. Eine andere Version geht davon aus, dass Brigham Young seinen Anhängern sagte, der Fluss sei der 102. Fluss, den sie seit dem Verlassen von Navoo überquert hatten.
- Robert L. Ramsay, sich mit der Etymologie vieler Orte in Missouri befasst, geht davon aus, dass der Name eine Übersetzung des früheren französischen Namens Rivière Cent Deux ist, der wiederum eine Verballhornung des Namens der Osagen sei, Çondse, was 'Upland Forest' bedeutet[4] (das traditionell von den Osagen besiedelte Gebiet liegt jedoch eine gute Strecke südlich des Flusses).

## Quellgebiet und Lauf

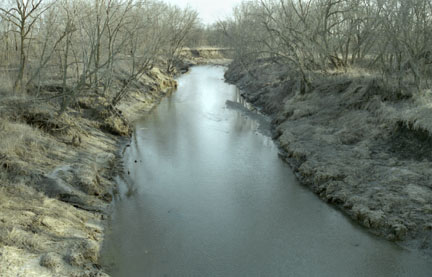
Der East Fork One Hundred and Two River bei Bedford (Iowa) (1997)

Die drei Arme des Flusses entspringen in Iowa:
- Der West Fork One Hundred and Two River[7] entspringt bei Corning im Adams County und fließt durchweg südwärts durch das Taylor County, wo die beiden Zuflüsse einmünden, die als West Branch[8] und Middle Branches[9] des One Hundred and Two River bekannt sind.

- Der Middle Fork One Hundred and Two River[10] entspringt bei Sharpsburg im Taylor County und fließt in südsüdwestlicher Richtung an der Stadt Gravity vorbei.

- Der East Fork One Hundred and Two River[11] hat seine Quelle bei Lenox im Taylor County und fließt stetig südwestwärts an den Städten Conway und Bedford vorbei.

Jeder der drei Arme erreicht Missouri im Nodaway County aus dem Taylor County in Iowa heraus. Sie fließen bei Hopkins zusammen. Von diesem Zusammenfluss folgt der One Hundred and Two River stets einem südwärts gerichteten Kurs durch die Countys Nodaway, Andrew und Buchanan, an den Städten Arkoe, Barnard, Maryville und Rosendale vorbei. In diesem Abschnitt ist das Flussbett weitgehend kanalisiert. Etwa zehn Kilometer westlich von St. Joseph befindet sich die Mündung in den Platte River.
Über den Platte River ist der Onehundred and Two River Teil des Einzugsgebietes des Missouri Rivers. Ein Großteil des Flusslaufes wurde begradigt und kanalisiert.